# Ecionemia laviniensis
Ecionemia laviniensis är en svampdjursart som beskrevs av Arthur Dendy 1905. Ecionemia laviniensis ingår i släktet Ecionemia och familjen Ancorinidae. Inga underarter finns listade i Catalogue of Life.